# Нам Юн Хо
Нам Юн Хо (кор. 남윤호; род. 19 января 1984) — южнокорейский кёрлингист. Тренер по кёрлингу.
Играет на позиции первого и третьего.
В составе мужской сборной Республики Корея участник чемпионата мира 2016, нескольких Тихоокеанско-Азиатских чемпионатов, Зимних Азиатских игр 2017.

## Достижения
- Тихоокеанско-азиатский чемпионат по кёрлингу: золото (2015), серебро (2010), бронза (2013, 2014, 2016).
- Зимние Азиатские игры: бронза (2017).
- Чемпионат Республики Корея по кёрлингу среди мужчин: золото (2016).[3]

## Команды
| Сезон   | Четвёртый   | Третий       | Второй       | Первый        | Запасной                                           | Турниры                                   |
| ------- | ----------- | ------------ | ------------ | ------------- | -------------------------------------------------- | ----------------------------------------- |
| 2008—09 | Ли Дон Гон  | Ким Су Хёк   | Пак Чон Док  | Нам Юн Хо     | Lee Kyn-Heon тренеры: Sin Young-Kook, Lee Jong-Sun | ТАЧ 2008 (4 место)                        |
| 2010—11 | Ли Дон Гон  | Ким Су Хёк   | Ким Тхэ Хван | Нам Юн Хо     | Ли Йе Джун тренер: Ли Ду Сон (ЧМ)                  | ТАЧ 2010 · ЧМ 2011 (11 место)             |
| 2013—14 | Ким Су Хёк  | Ким Тхэ Хван | Пак Чон Док  | Нам Юн Хо     | Ли Йе Джун тренер: Ян Се Ён                        | ТАЧ 2013                                  |
| 2014—15 | Ким Су Хёк  | Ким Тхэ Хван | Пак Чон Док  | Нам Юн Хо     | Ю Мин Хён тренер: Ян Се Ён                         | ТАЧ 2014                                  |
| 2015—16 | Ким Су Хёк  | Ким Тхэ Хван | Пак Чон Док  | Нам Юн Хо     | Ю Мин Хён (ТАЧ, ЧМ) тренер: Ян Се Ён               | ТАЧ 2015 · ЧМ 2016 (11 место) · ЧРКМ 2016 |
| 2016—17 | Ким Су Хёк  | Ким Тхэ Хван | Пак Чон Док  | Нам Юн Хо     | Ю Мин Хён тренер: Ян Се Ён                         | ТАЧ 2016                                  |
| 2017    | Ким Су Хёк  | Пак Чон Док  | Ким Тхэ Хван | Нам Юн Хо     | Ю Мин Хён тренер: Ян Се Ён                         | ЗАИ 2017                                  |
| 2017—18 | Ким Су Хёк  | Ким Тхэ Хван | Пак Чон Док  | Нам Юн Хо     |                                                    |                                           |
| 2018—19 | Пак Чон Док | Нам Юн Хо    | Ю Мин Хён    | Kim Jeong-min |                                                    |                                           |
| 2019—20 | Пак Чон Док | Нам Юн Хо    | Ю Мин Хён    | Kim Jeong-min |                                                    |                                           |

(скипы выделены полужирным шрифтом)

## Результаты как тренера национальных сборных
| Год  | Турнир                                        | Сборная                        | Место |
| ---- | --------------------------------------------- | ------------------------------ | ----- |
| 2024 | Чемпионат мира по кёрлингу среди юниоров 2024 | Республика Корея (юниоры жен.) | 8     |